# Belgun, Dobrici
Belgun (în bulgară Белгун, în română Duranlar) este un sat în comuna Kavarna, regiunea Dobrici, Dobrogea de Sud, Bulgaria. 
Între anii 1913-1940 a făcut parte din plasa Casim a județului Caliacra, România. Majoritatea locuitorilor erau români. În această localitate au trăit ultimele cămile din Dobrogea (și implicit din România). 

## Demografie
Componența etnică a satului Belgun
     Bulgari (61,15%)
     Nicio identificare (1,44%)
     Romi (33,04%)
     Turci (2,89%)
     Altele (1,44%)
La recensământul din 2011, populația satului Belgun era de 345 locuitori. Din punct de vedere etnic, majoritatea locuitorilor (61,15%) erau bulgari, existând și minorități de romi (33,04%) și turci (2,89%). Pentru 1,44% din locuitori nu este cunoscută apartenența etnică.